# ديك بيرلسون
ديك بيرلسون (بالإنجليزية: Dick Burleson)‏ هو متسابق دراجات نارية أمريكي، ولد في 1948.